# Садриева, Зайнаб
Зайнаб Садриева (узб. Zaynab Sadriyeva; 25 октября 1914, Астрахань, Российская империя — 31 октября 1991, Ташкент) — узбекская советская актриса

 театра и кино. Народная артистка Узбекской ССР (1952). Лауреат Государственной премии Узбекской ССР имени Хамзы (1979).

## Биография
Родилась в семье казанских татар. В 1920 году её отец — Садридин перевёз семью в городок Каунчи близ Ташкента, где стал работать на сахарном заводе (ныне город Янгиюль). С детства впитала узбекский язык, который стал её вторым языком, определил всю сценическую жизнь. Осваивала и русский язык. Занимаясь в педагогическом техникуме, выступала в самодеятельных спектаклях. В 1929 году поступила в Рабочий передвижной театр, где получила первый театральный опыт.
С 1932 года — актриса Театра им. Хамзы (ныне Узбекский национальный академический драматический театр). Создала яркие, крупные, остро драматические характеры; играла волевых женщин трудной судьбы: Вассу Железнову, Кручинину, Любовь Яровую, Глафиру в «Последней жертве», Феклушу в «Грозе» и др. Глубокий темперамент, сила чувств придают образам З. Садриевой романтико-трагедийное звучание. Важное значение в формировании мастерства актрисы имела драматургия Горького.

## Избранные театральные роли
- «Коварство и любовь» Шиллера, 1936
- Пошшо-аим («Бай и батрак» Хамзы, 1939),
- Мать («Мать» Уйгуна, 1943),
- Харитонова («За тех, кто в море!» Б. Лавренёва, 1947).
- Ксения («Егор Булычов и другие» М. Горького),
- Фармон-биби («Бунт невесток» С. Хусанходжаева, 1976)

## Избранная фильмография
- 1991 — Железный мужчина — бабушка
- 1989 — Каменный идол
- 1987 — Уходя, остаются — Зайнаб опа
- 1982 — Бабушка-генерал — бабушка Анзират
- 1961 — Отвергнутая невеста — Хоспят
- 1961 — Дочь Ганга — Хемонкори
- 1953 — Бай и батрак — Пошшаойим, первая жена бая

Похоронена на Чигатайском кладбище в Ташкенте.